# Atelopus manauensis
Atelopus manauensis — вид отруйних жаб родини ропухових (Bufonidae). Описаний у 2020 році.

## Поширення
Ендемік Бразилії. Виявлений у тропічному лісі в околицях міста Манаус у штаті Амазонас.

## Опис
Самці досягають завдовжки 19-26 мм, самиці довші — 28-29 мм. Верхня частина світло-коричнева або червонувато-коричнева зі світло-жовтим або світло-зеленим сітчастим візерунком. Черево на внутрішня поверхня кінцівок червоні. Горло та груди білі або світло-бежеві.